# 古德爾山
85°45′S 157°43′W / 85.750°S 157.717°W
古德爾山是南極洲的山峰，屬於毛德王后山脈中海斯山脈的一部分，處於托爾內山東南面11公里，最高點海拔高度2,570米，該山峰在1929年12月由美國探險隊發現。